# Аргусвілл (Північна Дакота)
Аргусвілл (англ. Argusville) — місто (англ. city) в США, в окрузі Кесс штату Північна Дакота. Населення — 480 осіб (2020).

## Географія
Аргусвілл розташований за координатами 47°3′0″ пн. ш. 96°56′35″ зх. д. / 47.05000° пн. ш. 96.94306° зх. д. (47.050050, -96.943163).  За даними Бюро перепису населення США в 2010 році місто мало площу 10,38 км², уся площа — суходіл.

## Демографія
Згідно з переписом 2010 року, у місті мешкало 475 осіб у 151 домогосподарстві у складі 128 родин. Густота населення становила 46 осіб/км².  Було 152 помешкання (15/км²).
Расовий склад населення:
| - 97,9 % — білих - 1,5 % — корінних американців - 0,2 % — чорних або афроамериканців |

До двох чи більше рас належало 0,4 %. Частка іспаномовних становила 0,0 % від усіх жителів.
За віковим діапазоном населення розподілялося таким чином: 38,7 % — особи молодші 18 років, 56,9 % — особи у віці 18—64 років, 4,4 % — особи у віці 65 років та старші. Медіана віку мешканця становила 31,7 року. На 100 осіб жіночої статі у місті припадало 114,0 чоловіків;  на 100 жінок у віці від 18 років та старших — 109,4 чоловіків також старших 18 років.
Середній дохід на одне домашнє господарство  становив 101 812 долари США (медіана — 100 250), а середній дохід на одну сім'ю — 108 115 доларів (медіана — 105 625). За межею бідності перебувало 1,1 % осіб, у тому числі 1,6 % дітей у віці до 18 років та 0,0 % осіб у віці 65 років та старших.
Цивільне працевлаштоване населення становило 231 особа. Основні галузі зайнятості: освіта, охорона здоров'я та соціальна допомога — 20,3 %, науковці, спеціалісти, менеджери — 12,6 %, виробництво — 12,6 %.